# Wakana Nagahara
Wakana Nagahara (jap. 永原 和可那, Nagahara Wakana; * 9. Januar 1996) ist eine japanische Badmintonspielerin. 

## Karriere
Wakana Nagahara startete 2013 und 2014 bei den Juniorenasienmeisterschaften und -weltmeisterschaften. 2014 folgte der erste Turniererfolg bei den Erwachsenen, wobei sie den Smiling Fish 2014 gewinnen konnte. Weitere Starts folgten bei den Chinese Taipei Open 2014 und den Russia Open 2014.